# Семён Борисович (посадник)
Семён Борисович (Смен Борисовиц; ум. 9 декабря 1230 года) — новгородский посадник в 1219 году.

## Посадничество
Прежде чем стать Новгородским посадником, Семён Борисович участвовал в новоторжских делах 1215 году, как и другие бояре Степан Твердиславич и Юрий Иванкович. Посадничество Семён Борисович получил в результате мятежа против князя Святослава Мстиславича и посадника Твердислава. Князь Святослав был вынужден снять в 1219 году с посадничества Твердислава и назначить Семёна Борисовича, а также заменить тысяцкого Якуна на Семьюна Емина. Однако оно было недолгим, в этом же году Семёна Борисовича лишили должности и вернули Твердиславу.

## Строительная деятельность
Семён Борисович в 1224 году на территории Славенского конца построил каменную церковь св. Павла, а также св. Семёна Богоприимца и св. Константина и Елены. Освящение церковных сооружений произошло на Павлов день 6 ноября. Позже (в 1238 году) вдова Семёна Борисовича сделала из этого комплекса монастырь св. Павла.

## Политическая борьба в 1229—1230 годах
В 1229—1230 годах происходила политическая борьба между Степаном Твердиславичем с одной стороны и посадником Внездом Водовиком с другой. Закончилась борьба назначением на посадничество Степана Твердиславича, которому это удалось благодаря отъезду из Новгорода Внезда Водовика и убийства 9 декабря 1230 года новгородцами его сторонника Семёна Борисовича. Дом Семёна Борисовича был разграблен, а самого его погребли в монастыре св. Георгия.